# 2014年冬季オリンピックの開催地選考
2014年冬季オリンピックの開催地選考（2014ねんとうきオリンピックのかいさいちせんこう）では2014年冬季オリンピックの開催地が選考されるまでの経緯について記述する。
2014年冬季オリンピックの開催地選考には7都市が立候補した。IOCの理事会による1次選考でロシアのソチ、オーストリアのザルツブルク、韓国の平昌が「正式立候補都市」に選出され、2007年7月の第119次IOC総会においてソチが開催地に選ばれた。
2006年6月22日に行われた1次選考を通過した3都市は、詳細な開催計画を記載した「立候補ファイル」を2007年1月10日までに提出した。同年2月から4月には、IOCの評価委員会が各立候補都市を現地視察し、開催地決定の1ヶ月前に視察の結果を記載した各都市の「評価報告書」を公表した。
開催地を決める投票は、2007年7月4日にグアテマラの首都グアテマラシティで開かれた第119次IOC総会で行われた。 1回目の投票で最少得票だったザルツブルクが落選し、2回目の決選投票で平昌を4票差で破ったソチが開催地に選ばれた。

## 選考のスケジュール
- 2004年

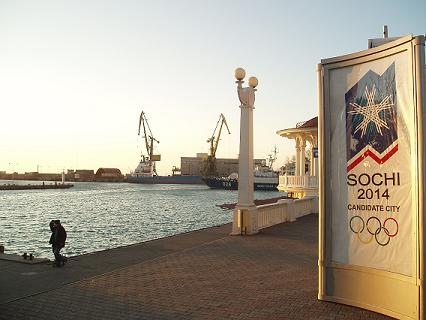
黒海の海岸に設置されたソチの招致ロゴが描かれた看板

  - 4月17日 – ブルガリアオリンピック委員会、開催候補地にソフィアを指名
  - 10月24日 – IOC理事会、2014年冬季オリンピックの選考日程を発表
  - 12月30日 – 韓国オリンピック委員会、開催候補地に平昌を指名
- 2005年
  - 1月24日 – オーストリアオリンピック委員会、開催候補地にザルツブルクを指名
  - 6月22日 – ジョージア国内オリンピック委員会、ボルジョミを開催候補地として立候補
  - 7月20日 – スペインオリンピック委員会、ハカを開催候補地として立候補
  - 7月21日 – カザフスタンオリンピック委員会、アルマトイを開催候補地として立候補
  - 7月28日 – 立候補申請の締切
- 2006年
  - 2月1日 – 開催計画の概要を記載した「申請ファイル」の提出期限日
  - 6月21日～23日 – IOC理事会で第1次選考が行われ、ソチ、ザルツブルク、平昌の3都市が正式立候補都市に選ばれた
- 2007年
  - 1月10日 – 開催計画の詳細を説明する「立候補ファイル」の提出期限日
  - 2月中旬～4月中旬 – IOC評価委員会（委員長・猪谷千春）が各都市を現地視察
  - 6月 – IOC評価委員会が各都市の評価報告書を発表
  - 7月4日 – 第119次IOC総会（グアテマラシティ）で開催地がソチに決定

## 開催地決定投票
平昌にとっては、2010年冬季オリンピックの開催地選考において1回目の投票でトップに立つも、2回目の投票でバンクーバーに3票差で敗れて開催を逃していただけに今回は大本命と見なされていたが、今回の開催地決定投票でも4年前と同様の出来事が起こってしまった。 
1回目の投票でどの都市も過半数の票を獲得できなかったため、最も票の少なかったザルツブルクが落選。36票を獲得してトップだった平昌と、34票を獲得して2位となったソチの決選投票では、ザルツブルクの支持票がソチに流れ、51票を獲得したソチが開催地に決定。平昌は47票にとどまり、またしても開催権を勝ち取ることができなかった。
| City         | 国 (NOC)     | 1回目 | 2回目 |
| ソチ         | ロシア       | 34    | 51    |
| 平昌         | 韓国         | 36    | 47    |
| ザルツブルク | オーストリア | 25    | —     |

## 開催地の選考過程

### 第1段階:申請都市
開催地の選考過程は、各国のオリンピック委員会(NOC)が国際オリンピック委員会(IOC)に申請書を提出して開始する。立候補の申請締め切りは2005年7月28日で、各申請都市は2006年2月1日までに開催計画の概要を記載した「申請ファイル」を提出した。IOCの作業部会が各都市の申請ファイルを精査し、オリンピックの開催能力のある都市を絞り込み、IOC理事会が2006年6月22日に「正式立候補都市」に選出された都市を発表した。「正式立候補都市」に選出された都市は、次ぎの第2段階に進むことが出来る。

### 第2段階:正式立候補都市
各立候補都市は、より詳細な開催計画を記載した「立候補ファイル」を2007年1月10日までにIOCへ提出した。IOCの評価委員会が各都市のファイルの精査を行い、その後2007年2月から4月にかけて各都市を現地視察した。視察の結果を基に評価委員会は各都市の「評価報告書」を開催地決定の1ヶ月前に公表した。
2007年7月4日、グアテマラシティで開かれた第119次IOC総会において開催地を決める投票が行われ、51票を獲得したソチが開催地に決定した。

## 立候補都市の概要
2006年6月22日、IOCは1次選考の結果、ソチ、ザルツブルク、平昌が通過したと発表した。
| 都市 | 国 (IOCコード)     | 公式ウェブサイト |
| --- | ------------------ | ---------------- |
| ソチ | ロシア (RUS)       | Sochi 2014       |
| ソチは、ロシアの黒海に面したリゾート地で、ロシア初の冬季オリンピックを目指した。スキーリゾートであるクラスナヤ・ポルヤナは、バンクーバーオリンピックでスキー競技の設計を担当した企業がデザインした。2007年初頭、ソチは屋内型の冬季競技会を開催する一方、屋外型の冬季競技施設をオープンさせた。ソチは豊富な宿泊施設と国内及び市内の高い支持率をアピールし、招致成功の可能性を近づけた。 |                    |                  |
| 平昌 | 韓国 (KOR)         | Pyeongchang 2014 |
| 平昌は、2004年12月に行われた国内候補都市選考で茂朱を破り、IOCに最初に立候補申請を行った都市となった。平昌は前回2010年冬季オリンピックの開催地選考でバンクーバーに3票差で敗れた直後から、今回の招致成功に向けて絶大なキャンペーンを実施してきた。招致計画に、全ての会場が新たな交通機関によって1時間以内で結ばれ、アルペンシアリゾートなどの新たな競技施設の建設も打ち出した。さらに、分断国家として平和と協調を促進させようと、2009年の世界女子カーリング選手権やスノーボード世界選手権、バイアスロン世界選手権の招致を成功させ、アジアにおける冬季スポーツのハブを目指した。IOCの評価委員会による現地視察では、政府による支援や国内及び市民の支持の高さ、インフラ面で高い評価を得たものの、外国人スキーヤーにとって平昌の人気が低いことや、韓国の乾燥した冬の気候によりマシンが重くなること、スキーリゾートが比較的小さいこと、周囲の地域の設備やエンターテインメント施設が比較的少ないことを指摘された。また、スキーでの出走の際に目印となるスロープが見えにくくなることにも指摘が及び、平昌での冬季オリンピック開催の実現性に疑問が生じた。. |                    |                  |
| ザルツブルク | オーストリア (AUT) | Salzburg 2014    |
| ザルツブルクは、2010年冬季オリンピックの開催地選考にも立候補したが、1回目の投票で落選した。今回の招致計画は2010年の招致計画よりもよりコンパクトな会場配置となり、キッツビュール、サン・ヨハン、ラムソー・アム・ダッチステインの3会場群に集約し、ボブスレー、リュージュ、スケルトンの会場のみ、隣接するドイツ国内にある会場となった。 |                    |                  |

## その他の都市

### 1次選考を通過しなかった都市
各国オリンピック委員会(NOC)に承認された都市は「申請都市」としてIOCに立候補を申請し、申請ファイルを提出した。 
しかし、IOCによる1次選考で開催地として必要な能力が足りなかったために以下の4都市が落選した。
| 都市 | 国 (IOCコード)     | 公式ウェブサイト |
| --- | ------------------ | ---------------- |
| ハカ | スペイン (ESP)     | Jaca 2014        |
| ハカは、1998年冬季オリンピック、2002年冬季オリンピック、2010年冬季オリンピック、2014年冬季オリンピックと4回立候補するもいずれも開催することはできなかった。ハカは、過去に1981年と1995年に冬季ユニバーシアード大会を開催し、2007年にはヨーロッパ・ユースオリンピック・フェスティバルを開催した経験がある。招致計画では、スキー競技をフィレネーやキャンダンク、フォーミガル、アスタンで行い、ほとんどの氷上競技や開会式・閉会式の会場はハカの140km南に位置するサラゴサに集約される。ハカが1次選考で落選した主な理由としては、開閉会式の会場が他の都市(サラゴサ)で行われるという計画が、「開閉会式は開催都市(ハカ)で行わなければならない」と定めた、オリンピック憲章の規定に反していたことがあげられる。 |                    |                  |
| アルマトイ | カザフスタン (KAZ) | Almaty 2014      |
| アルマトイはカザフスタンにおける最大都市である。アルマトイは2011年の冬季アジア大会の開催地に決まっており、招致計画ではアジア大会で使用する屋内競技場やスキー場をそのままオリンピックでも使用することを打ち出した。National Olympic Committee of the Republic of Kazakhstan アルマトイの会場計画は非常にコンパクトで、氷上競技はすべてアルマトイ市内の会場で行われ、雪上競技は隣接するクンベルで行われる計画であった。最も離れた競技会場でも、選手村から45km先にあるソルダツコー・バレーにある会場である。IOC理事会による1次選考の結果、アルマトイの評価点は平昌、ザルツブルク、ソチに次いで4番目に高く、選考を通過するに十分な点を得たが落選した。IOCのジャック・ロゲ会長は、「立候補都市の優劣は全て点数で決まるわけでなく、全体の質を見て決まる。ただ、アルマトイは良質な計画を立て、非常に良い候補都市だった。」と語った。            |                    |                  |
| ソフィア | ブルガリア (BUL)   | Sofia 2014       |
| ソフィアは、1992年冬季オリンピック、1994年冬季オリンピックに続き、3回目の立候補であった。ソフィアは、ソフィア市、ボロベツ・バンスコの3会場群を中心とした会場配置計画で、氷上競技とボブスレー、リュージュは隣接するヴィトシャで開催する。ブルガリアは、クロスカントリースキーやフリースタイルスキー、スノーボードの開催のための競技場建設や周辺のインフラ整備のために、莫大な予算を投じての国家プロジェクトを計画した。ソフィアに隣接するバンスコは最も開発の進んでいる地域で、2007年にはヨーロッパ・バイアスロン選手権が開催され、招致計画でもバイアスロンとアルペンスキーの会場となっていた。ソフィアはブルガリア政府の全面的な支援を取り付けて2004年4月17日に立候補するも、IOCによる1次選考で落選した。専門家によると、ソフィアが落選した主な理由は、IOCに提出した「申請ファイル」の内容が詳細ではなく不十分だったためだと結論付けた。 |                    |                  |
| ボルジョミ | ジョージア (GEO)   | Borjomi 2014     |
| ボルジョミは、会場配置計画で2つの会場群(ボルジョミ市、トビリシ市)を提案した。アルペンスキー、バイアスロン、ボブスレー、クロスカントリースキー、フリースタイルスキー、リュージュ、ノルディック複合、スケルトン、スキージャンプ、スノーボードといった屋外競技をボルジョミで開催し、カーリング、フィギュアスケート、アイスホッケー、ショートトラックスピードスケート、スピードスケートといった屋内競技をトビリシで開催するという2分化を計画したが、両都市の距離は200km以上離れており、また、ボルジョミやトビリシには競技場が決定的に少ないことから、1次選考の評価点は申請都市の中で最も低い評価で落選した。 |                    |                  |

### 立候補の意欲があった都市
2014年冬季オリンピックの開催地に意欲を示すも、正式な立候補には至らなかった都市である。
- アンドラ・ラ・ベリャ - アンドラオリンピック委員会の支持が得られなかったため断念。2022年冬季オリンピックへの立候補を検討していたが、結局は立候補せず。
- アヌシー - 2012年夏季オリンピック招致でパリが失敗した後で、フランスオリンピック委員会の支持を得られなかったため断念した。その後、2018年冬季オリンピックの開催地立候補に乗り出したが、1回目の投票で平昌に敗れた。
- エルズルム - トルコオリンピック委員会は、オリンピック開催のためのインフラ整備が追いつかない状況であると見込み、断念。エルズルムは2011年冬季ユニバーシアードの開催に成功した。
- ハルビン - 2009年冬季ユニバーシアード開催に専念するため断念した。
- ミュンヘン - ドイツオリンピック委員会がミュンヘンの計画が詳細でないために断念した。その後、2018年冬季オリンピックの開催地に立候補したが、前述のアヌシー同様落選。
- エステルスンド - スウェーデンの世論の支持が低いために断念。
- ケベックシティ - バンクーバーが2010年冬季オリンピックの開催地に決定する前、ケベックシティの冬季五輪招致が議論された。
- リノ、タホ湖 - アメリカオリンピック委員会の支持を得られなかった。
- シムラー - インド政府の支持が得られなかった。
- トロムソ - ノルウェー政府が招致のための資金の保証を否定した。
- チューリッヒ - 2004年9月14日に立候補を撤回した。

## 申請都市の比較
| Category           | Details       | ソチ         | ザルツブルク     | ハカ         | アルマトイ          | 平昌          | ソフィア            | ボルジョミ       |
| ------------------ | ------------- | ------------ | ---------------- | ------------ | ------------------- | ------------- | ------------------- | ---------------- |
| 人口               | 市内 (2005年) | 333,267      | 149,997          | 12,322       | 1,185,696           | 45,482        | 1,090,295           | 13,725           |
| 人口               | 国内 (2005年) | 143,420,309  | 8,184,691        | 40,341,462   | 15,185,844          | 48,294,134    | 7,450,349           | 4,677,401        |
| 世論の支持         | 市内          | 84%          | 60%              | 91%          | 83%                 | 97%           | 81%                 |                  |
| 世論の支持         | 国内          | 53%          | 72%              |              | 85%                 | 92%           | 74%                 | 86%              |
| 招致予算 (万US$)   | 第1過程       | 10.0         | 2.7              | 1.3          | 4.0                 | 5.0           | 0.5                 | 2.2              |
| 招致予算 (万US$)   | 第2過程       | 17.5         | 5.1              | 10.7         | 16.0                | 16.0          | 12.5                | 5.0              |
| 主要空港 2005/2014 | 空港名        | ソチ国際空港 | ザルツブルク空港 | サラゴサ空港 | アルマトイ国際空港  | 仁川国際空港  | ソフィア国際空港    | トビリシ国際空港 |
| 主要空港 2005/2014 | 距離 (km)     | 6            | 5                | 156          | 22                  | 241           | 10                  | 203              |
| 主要空港 2005/2014 | 滑走路        | 2/2          | 1                | 2            | 1/2                 | 2/3           | 1                   | 2/2              |
| 主要空港 2005/2014 | ターミナル    | 1/2          | 2                |              | 1/2                 |               | 1/2                 |                  |
| 主要空港 2005/2014 | ゲート        | 8/27         | 18               | 3            |                     | 44/74         | 7                   | 2/6              |
| 主要空港 2005/2014 | 年間旅客数    |              |                  | 215,213      | 1,650,000/3,000,000 |               | 2,000,000/4,000,000 |                  |
| 主要空港 2005/2014 | 日間旅客数    |              | 40,000           |              |                     |               |                     | 24,000/48,000    |
| 主要空港 2005/2014 | 毎時旅客数    | 1,200/2,500  |                  |              |                     | 12,000/17,253 |                     | /2,000           |
| 距離               | km            | 86           | 83               | 180          | 61                  | 124           | 156                 | 199              |
| 距離               | 時間          | 94           | 65               | 150          | 93                  | 76            | 135                 | 196              |

## 申請都市の競技会場リスト
各申請都市がIOCに提出した「申請ファイル」に記載されていた競技会場のリストである。尚、ソチについては、開催地に選ばれた後にIOCの提案によって変更された会場もある。
| 競技                               | ソチ                                     | ザルツブルク                             | ハカ                                                           | アルマトイ                             | 平昌                               | ソフィア                                       | ボルジョミ                            |
| ---------------------------------- | ---------------------------------------- | ---------------------------------------- | -------------------------------------------------------------- | -------------------------------------- | ---------------------------------- | ---------------------------------------------- | ------------------------------------- |
| 開催日程                           | 2月7日～2月23日                          | 2月7日～2月23日                          | 1月31日～2月16日                                               | 2月7日～2月23日                        | 2月7日～2月23日                    | 2月10日～2月26日                               | 2月7日～2月23日                       |
| 開閉会式                           | ソチオリンピックスタジアム               | ワルツシェツェンヘイム・スタジアム       | ラ・ロマレダ                                                   | アルマトイ・セントラルスタジアム       | アルペンシア                       | ヴァシル・レヴスキー・ナショナルスタジアム     | セレモニープラザ                      |
| アルペンスキー・スピード男子       | ロザ・コトール・アルペンリゾート         | フラチャウウィンクル                     | フォーミガル                                                   | クンベル                               | ジュンボン・アルペンスキーエリア   | シルガーニク                                   | ボルジョミ・ディッドヴェリ            |
| アルペンスキー・スピード女子       | ロザ・コトール・アルペンリゾート         | アルテンマークト・イム・ポンガウ         | フォーミガル                                                   | クンベル                               | ジュンボン・アルペンスキーエリア   | シルガーニク                                   | ボルジョミ・ディッドヴェリ            |
| アルペンスキー・テクニカル男子     | ロザ・コトール・アルペンリゾート         | フラチャウ                               | キャンダンク                                                   | クンベル                               | ヨンピョンリゾート                 | バンデリスカ・ポリアナ                         | ボルジョミ・ディッドヴェリ            |
| アルペンスキー・テクニカル女子     | ロザ・コトール・アルペンリゾート         | フラチャウ                               | キャンダンク                                                   | クンベル                               | ヨンピョンリゾート                 | バンデリスカ・ポリアナ                         | ボルジョミ・ディッドヴェリ            |
| クロスカントリースキー             | プセカコ・リッジ                         | ラッズタット・アルテンマークト           | キャンダンク                                                   | ソルダツコー・バレー                   | アルペンシア                       | ボロヴェッツ                                   | バクリアーニ・イアゴラ・バレー        |
| ノルディック複合                   | プセカコ・リッジ                         | ビスコフ・ショーフェン                   | キャンダンク                                                   | ゴーニー・ジャイアント                 | アルペンシア                       | ボロヴェツ                                     | ボルジョミ・コクタードジリ            |
| フリースタイルスキー               | ローラ・リバー・バレーリゾート           | フランカウウィンクル                     | アスタン                                                       | クンベル                               | ボクワン・フェニックス             | チェルベノ・ツネーム                           | バクリアーニ・コクータ 2 タトラ・ポム |
| バイアスロン                       | プセカコ・リッジ                         | ラッズタート・アルテンマークト           | キャンダンク                                                   | ソルダツコー・バレー                   | アルペンシア                       | バンデリスカ・ポリアナ                         | ボルジョミ・イアゴラ・バレー          |
| スキージャンプ                     | エスト・サドック                         | ビスコフ・ショーフェン                   | エスタジオン・ジャンピング・センター                           | ゴーニージャイアント                   | アルペンシア                       | ボロヴェツ                                     | ボルジョミ・コクタードジリ            |
| スノーボード                       | アルピカ・サービス                       | アルテンマークト                         | パンティコサ                                                   | チムブラク                             | スンウォ・リゾート                 | チェルベノ・ツネーム                           | バクリアーニ・コクータ 2 タトラ・ポム |
| アイスホッケー                     | ソチ・アリーナ                           | ザルツブルク・ウォールズ                 | ハカ・アイスパビリオン、スポーツパレス、サラゴサ・アイスパレス | アルマトイ・オリンピック・アイスパーク | ウォンジュ・スポーツコンプレックス | ナショナル・ウィンタースポーツパレス           | トビリシ・マクハタ・アリーナ          |
| スピードスケート                   | アドラー・コマーシャル・センター         | ザルツブルク・レイエフェリング・オーバル | ハカ・ハイパフォーマンス・ウィンタースポーツセンター           | メデオ                                 | ガンニュン                         | イーストパーク・ナショナルオリンピックセンター | トビリシ・セントラルスタジアム        |
| フィギュアスケート                 | イメリチンスカヤ・エキジビジョンセンター | ザルツブルク・リエフェリング             | プリンシペ・フェリペ・パビリオン                               | アルマトイ・オリンピック・アイスパーク | ガンニュン                         | イーストパーク・ナショナルオリンピックセンター | トビリシ・スポーツパレス              |
| ショートトラック                   | イメリチンスカヤ・エキジビジョンセンター | ザルツブルク・リエフェリング             | プリンシペ・フェリペ・パビリオン                               | アルマトイ・オリンピック・アイスパーク | ガンニュン                         | イーストパーク・ナショナルオリンピックセンター | トビリシ・スポーツパレス              |
| カーリング                         | イメリチンスカヤ・エキジビジョンセンター | ザルツブルク・アリーナ                   | サラゴサ・スポーツパレス                                       | バルアン・ショーラック                 | ガンニュン                         | ソフィア                                       | トビリシ・マクハタ・ヒル              |
| ボブスレー・リュージュ・スケルトン | ナショナル・スライディングセンター       | スキューノ・アム・クニシー               | パンティコサ・スライディングセンター                           | アルマトウ                             | スンウォ・リゾート                 | ボイアナセンター                               | ボルジョミ・ツクラツカロ              |

## 1次選考における申請都市の評価
下の票は、各項目における基準に基づき、各都市の能力の最小値と最大値を表している。票を見ると、平昌とザルツブルクの宿泊能力が非常に高いことがわかる。
|                                   | ソチ      | ザルツブルク | ハカ      | アルマトイ | 平昌      | ソフィア  | ボルジョミ |
| --------------------------------- | --------- | ------------ | --------- | ---------- | --------- | --------- | ---------- |
| 政府による支援と世論 (重要度:2)   | 6,6 · 7,5 | 6,6 · 7,2    | 7,3 · 8,1 | 4,7 · 5,9  | 7,9 · 8,5 | 5,1 · 6,4 | 4,5 · 5,6  |
| インフラ (重要度:5)               | 5,8 · 6,9 | 7,9 · 8,6    | 4,8 · 6,0 | 6,3 · 7,9  | 6,4 · 7,5 | 4,2 · 5,3 | 2,7 · 4,2  |
| 競技会場 (重要度:4)               | 5,5 · 7,1 | 7,2 · 8,4    | 5,0 · 6,6 | 4,7 · 6,9  | 6,8 · 8,1 | 3,6 · 5,4 | 3,4 · 4,9  |
| 選手村 (重要度:3)                 | 7,4 · 8,6 | 7,9 · 8,9    | 4,2 · 6,5 | 6,5 · 8,0  | 5,2 · 7,2 | 4,8 · 6,5 | 5,5 · 7,2  |
| 環境と影響 (重要度:2)             | 4,9 · 6,6 | 7,8 · 8,7    | 5,2 · 6,6 | 4,9 · 6,6  | 6,4 · 8,0 | 2,5 · 4,5 | 2,0 · 4,5  |
| 宿泊施設 (重要度:5)               | 7,3 · 8,3 | 9,6 · 9,6    | 4,3 · 4,8 | 4,9 · 5,9  | 9,6 · 9,6 | 3,9 · 4,1 | 3,0 · 4,1  |
| 交通 (重要度:3)                   | 5,9 · 7,7 | 7,1 · 8,6    | 2,6 · 4,3 | 7,6 · 8,8  | 6,5 · 8,0 | 2,6 · 4,3 | 2,2 · 4,3  |
| 治安 (重要度:3)                   | 6,0 · 6,7 | 7,6 · 8,2    | 6,8 · 7,3 | 6,0 · 6,5  | 7,4 · 8,1 | 4,3 · 5,3 | 3,4 · 4,7  |
| 過去の国際大会開催実績 (重要度:3) | 5,2 · 7,2 | 8,6 · 9,6    | 6,8 · 8,4 | 3,8 · 5,4  | 8,0 · 9,0 | 5,4 · 7,0 | 2,0 · 4,0  |
| 財政 (重要度:3)                   | 6,0 · 6,8 | 7,0 · 8,0    | 6,5 · 8,0 | 5,6 · 6,8  | 6,2 · 7,6 | 4,6 · 5,8 | 2,8 · 3,5  |
| 有効活用 (重要度:3)               | 5,0 · 7,0 | 8,0 · 9,0    | 3,0 · 5,0 | 4,0 · 7,0  | 7,0 · 8,0 | 3,0 · 5,0 | 2,0 · 4,0  |

- IOC理事会による1次選考及びIOC作業部会による各申請都市の評価

### 各都市の立候補ファイル
- ソチ
- ザルツブルク
- 平昌

### 各都市の申請ファイル
- ソチ
- ザルツブルク
- ハカ
- アルマトイ
- 平昌
- ソフィア
- ボルジョミ

### IOCによる各都市の評価報告書
- 結論
- 評価報告書(全文)